# Доктор Ху (специјали 2022)
Специјали британског научнофантастичног програма Доктор Ху из 2022. су три додатне епизоде које прате тринаести серијал програма. Први специјал емитован је 1. јануара 2022, док су додатни специјали емитовани 17. априла и 23. октобра исте године. Ово су последње епизоде у којима Џоди Витакер тумачи улогу Тринаестог Доктора и у којима је Крис Чибнал био директор серије. У специјалима такође глуме Мандип Гил и Џон Бишоп као Докторови сапутници Јасмин Кан и Ден Луис, а епизода „Моћ Доктора” укључује повратак Саше Давана улози Господара и деби Дејвида Тенанта (који је раније глумио Десетог Доктора) као Четрнаестог Доктора, који се појавио у наредним специјалима 2023.
Три специјала режирали су Анета Лауфер, Хаолу Ванг и Џејми Магнус Стоун. Чибнал је написао сва три специјала, а други је написао заједно са Елом Роуд, новом сарадницом програма. Прва два специјала снимљена су упоредо са тринаестим серијалом и завршени су до августа 2021. године док је трећи специјал завршен до октобра.

## Улоге

### Главне
- Џоди Витакер као Тринаести Доктор
- Мандип Гил као Јасмин Кан
- Џон Бишоп као Ден Луис
- Софи Алдред као Ејс (специјал 3)
- Џенет Филдинг као Теган Јованка (специјал 3)

### Гостујуће
- Дејвид Бредли као Први Доктор (специјал 3)
- Вилијам Расел као Ијан Честертон (специјал 3)
- Кети Менинг као Џо Грант (специјал 3)
- Питер Дејвисон као Пети Доктор (специјал 3)
- Колин Бејкер као Шести Доктор (специјал 3)
- Бони Ленгфорд као Мел Буш (специјал 3)
- Силвестер Мекој као Седми Доктор (специјал 3)
- Пол Мекган као Осми Доктор (специјал 3)
- Саша Даван као Господар (специјал 3)
- Бредли Волш као Грејам О’Брајен (специјал 3)
- Дејвид Тенант као Четрнаести Доктор (специјал 3)

## Епизоде
| Бр. еп. (укупно) | Бр. еп. (у сезони) | Наслов                       | Редитељ            | Сценариста             | Премијера         | Гледаност у Британији (милиони) |
| --- | ------------------ | ---------------------------- | ------------------ | ---------------------- | ----------------- | ------------------------------- |
| 173 | 1                  | „Предвечерје Далека”         | Анета Лауфер       | Крис Чибнал            | 1. јануар 2022.   | 4,40                            |
| У новогодишњој ноћи, Ник стиже у складиште да остави таблу за Монопол, што иритира Сару, власницу. Доктор, Јасмин и Ден покушавају да ресетују ТАРДИС како би уклонили штету и аномалије изазване Флуксом, намеравајући да проведу време на плажи. Уместо тога, слећу у складиште и изазивају временску петљу. Ник завршава у својој складишној јединици, али када изађе, убија га Далек који затим убија и Сару, као и посаду ТАРДИС-а. Петља се затим ресетује када посада почне да сумња у нешто чудно. Заједно, они морају да схвате како да побегну из комплекса пре него што се временска петља затвори док Далеци лове Доктора. Одред за погубљење Далека се окупља и унапређује своју тактику са сваком петљом. Сусрећу се са многим чудним стварима које Џеф, Сарин радник, држи у комплексу, укључујући кутије ватромета и експлозива. Како се петља затвара, група се креће непредвидиво како би надмудрила Далеке све док их не преваре да упуцају кутије са ватрометом, уништавајући комплекс и Далеке, истовремено олакшавајући Доктору бекство. Гледају ватромет који је уследио након што су преживели временску петљу.                                                       |                    |                              |                    |                        |                   |                                 |
| 174 | 2                  | „Легенда о Морским ђаволима” | Халоу Ванг         | Ела Роуд и Крис Чибнал | 17. април 2022.   | 3,47                            |
| Геомагнетне аномалије доводе до слетања ТАРДИС-а у Кину 1807. године, након чега Доктор, Јасмин и Ден наилазе на гусарску краљицу Мадам Чинг и младог сељанина Јинг Кија, након што је Чингова случајно ослободила разулареног Морског ђавола Марсисуса из затвора. Чингова открива Дену и Јингу да је у потрази за изгубљеним благом легендарног морнара Ђи-Хуна. Доктор и Јасмин откривају да је Ђи-Хун наводно склопио пакт са Морским ђаволима, али је био издан. Они се убацују у подводну јазбину Морских ђавола, блефирајући да би могли да прегледају Ђи-Хунов обновљени брод, и проналазе и ослобађају Ђи-Хуна из сна на броду. Доктор сазнаје да је кључ Марсисовог заточеништва, Јингов драгуљ који је наследио од потомака Ђи-Хуновог поузданог члана посаде, неопходан Морским ђаволима да преплаве и колонизују Земљу. Посада ТАРДИС-а, Чингова, Јинг и Ђи-Хун упуштају се са Морским ђаволима у борбу мачевима. Доктор користи драгуљ да поремети планове Морских ђавола, али Ђи-Хун се жртвује како би осигурао да саботажа успе. Чингова враћа благо, док Ден покушава да се повеже са Дајен, а Доктор и Јасмин почињу да разговарају о својим осећањима једна према другој. |                    |                              |                    |                        |                   |                                 |
| 175 | 3                  | „Моћ Доктора”                | Џејми Магнус Стоун | Крис Чибнал            | 23. октобар 2022. | 5,30                            |
| Доктор и њени сапутници спасавају свемирски воз од напада Киберљуди, али Ден је замало убијен, па их напушта како би се вратио свом нормалном животу. Одметнути Далек контактира Доктора, тврдећи да Далеке треба уништити. Кејт Стјуарт их обавештава да је Господар нарушио позната уметничка дела и да је отео сеизмологе. Удружујући се са Теган Јованком и Ејс, Доктор сазнаје да Господар, његови Кибергосподари и Далеци планирају да униште човечанство избацивањем лаве из вулкана широм света. Доктора мами одметнути Далек, а остали Далеци је хватају. Господар шаље минијатуризованог Ашада до Теган, који служи као портал за довођење Киберљуди у UNIT. Далеци одводе Доктора Господару 1916. године, који је приморава да се регенерише у њега. Програм вештачке интелигенције води Ејс да се нађе са Грејамом О’Брајеном и уништи вулканску машину, Теган да уништи претварач Киберљуди, а Јасмин и Виндера да приморају Господара да поништи Докторину трансформацију. Господар смртно рањава Доктора због чега се она регенерише у Четрнаестог Доктора који открива да је поново добио облик своје десете инкарнације.                                                     |                    |                              |                    |                        |                   |                                 |

## Избор глумаца
Џоди Витакер се вратила улози Тринаестог Доктора у три епизоде, а последњи специјал је обележило њено последње редовно појављивање у овој улози. Мандип Гил и Џон Бишоп су се такође вратили као Јасмин Кан и Ден Луис. Ешлинг Би и Ађани Салмон гостовали су у новогодишњем специјалу „Предвечерје Далека”, у којем је такође глумила Полин Меклин. У другом специјалу „Легенда о Морским ђаволима” појављује се Кристал Ју као гусарска краљица Мадам Чинг, као и Артур Ли и Марло Чен-Ривс.
У последњем специјалу „Моћ Доктора” појављују се Џејкоб Андерсон као Виндер и Џема Редгрејв као Кејт Стјуарт, који су се последњи пут појавили у тринаестом серијалу, као и Господар којег игра Саша Даван и Ашад којег игра Патрик О’Кејн, који су последњи пут виђени у дванаестом серијалу. Бивше сапутнице Теган Јованка и Ејс, које тумаче Џенет Филдинг и Софи Алдред, имају главне улоге у специјалу заједно са Витакеровом, Гиловом и Бишопом. Мандип Гил је потврдила свој одлазак из серије након последњег специјала 3. маја 2022. године.

## Продукција

### Развој
Дана 29. јула 2021. BBC је најавио да ће Џоди Витакер и Крис Чибнал, тадашњи извршни продуцент и шоуранер, напустити серију након низа специјалаца 2022. године. Чибнал је изјавио да су њихови одласци део „договора од три серијала и тачка” који је склопио са Витакеровом пре једанаестог серијала. Прве две епизоде су продуциране уз осам епизода наручених за тринаести серијал, а већ тада су биле заказане за емитовање 2022. године. Трећи дугометражни специјал је касније наручен да се поклопи са стогодишњицом BBC-ја и служи као Витакерина регенерациона епизода. BBC је описао последњу епизоду као „епски блокбастер од специјала”. Извршни продуцент Мет Стревенс, који се придружио серији заједно са Чибналом, такође је напустио серију када је продукција завршена. Чибнал је касније изјавио да ће се постпродукција последњег специјала наставити до 2022. под радним насловом „Специјал за стогодишњицу”. Уредница специјалних ефеката Емили Лоренс потврдила је да је рад на дигиталним ефектима још увек био у току у јануару 2022. године. Извршна копродуценткиња Ники Вилсон такође је напустила серију после специјала за стогодишњицу, након што је била њен део од епизоде „Сонтараначка варка” (2008) и спиноф серије Авантуре Саре Џејн.

### Писање
Чибнал је био главни сценариста новогодишње специјалне епизоде „Предвечерје Далека”, која комплетира лабаво повезану трилогију Далека која повезује њихова појављивања у претходним новогодишњим специјалима „Резолуција” (2019) и „Револуција Далека” (2021). Чибнал је такође написао наредне специјале, а сарађивао је са Елом Роуд на „Легенди о Морским ђаволима”. Други специјал укључује повратак Морских ђавола након њиховог првог појављивања у Ратницима из дубина (1984). Далеци и Киберљуди се појављују у трећем и последњем специјалу, „Моћ Доктора”.

### Снимање
Прве две епизоде су снимљене у истој продукцији као и тринаести серијал. Анета Лауфер је режирала први специјал, а Хаолу Ванг други. Снимање ових специјала завршено је у августу 2021. године. Епизода „Моћ Доктора” је снимана током септембра 2021. у режији Џејмија Магнуса Стоуна, а завршена је 13. октобра исте године.

### Музика
Композитор Сегун Акинола је 20. јула 2022. најавио да се неће враћати после последњег специјала и да ће та епизода бити његова последња.

## Издање

### Промоција
Детаљи новогодишњег специјала „Предвечерје Далека” откривени су након завршетка „Победника”, завршнице тринаестог серијала. Детаљи „Легенде о Морским ђаволима” такође су објављени након што је епизода „Предвечерје Далека” завршена. Глумачка постава и детаљи специјала за стогодишњицу, без откривања наслова или датума емитовања, објављени су након емитовања „Легенде о Морским ђаволима”. Наслов специјала „Моћ Доктора“ објављен је у Часопису Доктор Ху 14. септембра 2022.
У оквиру промоције „Легенде о Морским ђаволима”, шкотски музичар Нејтан Еванс представљен је на званичном YouTube каналу Доктор Ху, певајући адаптацију морске баладе „Wellerman”.

### Емитовање
Први од три специјала емитован је 1. јануара 2022. у уобичајеном термину серије за Нову годину. Други специјал емитован је 17. априла 2022. као ускршњи специјал, док је трећи и последњи специјал емитован 23. октобра 2022. у оквиру прославе стогодишњице BBC-ја.

## Пријем
Специјали су добили углавном позитивне до помешане рецензије. На сајту Rotten Tomatoes, 82% од 11 критичара дало је „Предвечерју Далека” позитивну рецензију са просечном оценом 7,2 од 10. Консензус сајта гласи: „Доктор Ху се смањује и све је бољи уз новогодишњи специјал који проналази свеже ноте унутар самосталне нити.” На истом сајту, 57% од 7 критичара дало је позитивну рецензију „Легенди о Морским ђаволима”, са просечном оценом 4,9 од 10. На крају, свих 10 критичара дало је „Моћи Доктора” позитивну критику са просечном оценом 7,2 од 10.